# 11 сентября
11 сентября — 254-й день года (255-й в високосные годы) по григорианскому календарю.
До конца года остаётся 111 дней.
До 15 октября 1582 года — 11 сентября по юлианскому календарю, с 15 октября 1582 года — 11 сентября по григорианскому календарю.
В XX и XXI веках соответствует 29 августа по юлианскому календарю.

## Праздники и памятные дни
См. также: Категория:Праздники 11 сентября

### Национальные
- Аргентина — Национальный день учителя[англ.].
- Пакистан — Национальный день памяти Мухаммада Али Джинны.
- Россия — День воинской славы в честь героев сражения у мыса Тендра (1790 год).
- Россия — День гранёного стакана в честь изготовления первого в СССР гранёного стакана на стекольном заводе в Гусь-Хрустальном в 1943 году.
- США — День патриота (Общенациональный день служения и памяти), в память о погибших в результате терактов в 2001 году в Нью-Йорке и Вашингтоне.
- Чили — День годовщины военного переворота 1973 года, день памяти Сальвадора Альенде.
- Эфиопия,  Эритрея — Энкутаташ.
- Каталония — Национальный день Каталонии в память годовщины окончания осады Барселоны (1714).

### Религиозные
Католицизм
- День памяти святого Мартина Идельфонского, исповедника королевы Изабеллы Католической.

 Православие
- Усекновение главы Пророка, Предтечи и Крестителя Господня Иоанна.

## События
См. также: Категория:События 11 сентября

### До XIX века
- 813 — император франков Карл I Великий коронует своего сына, Людовика I Благочестивого, своим соправителем и преемником.
- 1297 — битва на Стерлингском мосту.
- 1609 — английский мореплаватель Генри Гудзон открыл остров Манхэттен.
- 1697 — битва при Зенте.
- 1709 — битва при Мальплаке.
- 1777 — сражение при Брендивайне.
- 1794 — Национальный конвент издаёт декрет, фиксирующий единообразный максимум цен для всей Франции на время до 1 октября 1794 года в 14 ливров за квинтал; декрет был издан также под давлением парижской бедноты.

### XIX век
- 1812 — первое поселение русских в Калифорнии, основанное весной того же года, получило название — Росс (впоследствии — Форт-Росс).
- 1813 — в Санкт-Петербурге открыт Каменноостровский мост.
- 1825 — в Санкт-Петербурге освящён Михайловский дворец.
- 1832 — в Санкт-Петербурге, на Дворцовой площади, в память побед над Наполеоном установлена Александровская колонна высотой 47,5 м. Ровно через два года состоялось её торжественное открытие.
- 1847 — 300 человек погибли в результате урагана, обрушившегося на Ньюфаундленд.
- 1852 — Буэнос-Айрес провозгласил независимость от Аргентины.
- 1854 — в ходе обороны Севастополя было затоплено восемь устаревших парусных кораблей: фрегаты «Сизополь», «Флора», линейные корабли «Гавриил», «Уриил», «Три Святителя», «Силистрия», «Селафаил», «Варна». Огонь береговых батарей и затопленные корабли сделали Севастопольскую бухту недоступной для англо-французского флота.
- 1855 — на базе старших классов Михайловского артиллерийского училища в Санкт-Петербурге образована Михайловская военная артиллерийская академия.
- 1875 — по проекту А. Е. Струве заложен Литейный мост через Неву.
- 1882 — в Москве открыт один из первых в России частных драматических театров — театр Ф. Корша.

### XX век
- 1918 — декретом Совнаркома в России введена метрическая система мер и весов.
- 1919 — американские морские пехотинцы начали интервенцию в Гондурас.
- 1922 — вступил в силу Карсский договор (заключён 13 октября 1921 года).
- 1927 — землетрясение на Южном берегу Крыма, приведшее к множественным разрушениям от Севастополя до Феодосии; именно это землетрясение попало в сюжет романа «Двенадцать стульев».
- 1930 — 39-летняя Агата Кристи вышла замуж за 26-летнего археолога Макса Маллоуэна.
- 1941 
  - Начато строительство здания Пентагона.
  - Расстрел политзаключённых Орловской тюрьмы в Медведевском лесу.
- 1942 — нацистами уничтожено Столинское гетто.
- 1943
  - На стекольном заводе в Гусь-Хрустальном выпущен первый советский гранёный стакан.
  - Создан Государственный украинский хор имени Григория Верёвки.
- 1944 — Вторая мировая война: американские подразделения первыми из войск стран антигитлеровской коалиции вступают на территорию Германии.
- 1951 — в Венеции состоялась премьера оперы «Похождения повесы» Игоря Стравинского.
- 1952 — состоялась премьера Шестой симфонии Сергея Прокофьева.
- 1957 — Президиум Верховного Совета СССР постановил прекратить присвоение городам и заводам имён партийных деятелей при их жизни.
- 1962 — The Beatles завершили запись своего первого сингла P.S. I Love You. За барабанами был Энди Уайт[англ.].
- 1968 — катастрофа SE-210 под Ниццей, 95 погибших.
- 1973 — военный переворот в Чили, профинансированный ЦРУ. Президент страны Сальвадор Альенде совершил самоубийство. Установление диктатуры генерала Аугусто Пиночета. Прекращение проекта Киберсин.
- 1974  — катастрофа DC-9 под Шарлоттом, 72 погибших.
- 1986 — в Польше объявлено об освобождении всех политзаключённых.
- 1988 — эстонский язык провозглашён государственным в Эстонии.
- 1990 — президент США Джордж Буш-старший в своём телевизионном выступлении перед нацией по поводу Кувейтского кризиса впервые после окончания холодной войны использует термин «новый мировой порядок».
- 1991 — в Техасе, близ Игл-Лейка (округ Колорадо), разбился Embraer EMB 120 Brasilia компании Continental Express, погибли 14 человек.
- 1993 — в Киеве открыт памятный знак жертвам голодомора.
- 1997
  - Американская автоматическая межпланетная станция Mars Global Surveyor достигла Марса
  - Иосиф Кобзон в день своего 60-летия впервые заявил о том, что завершает концертную деятельность.
  - На референдуме большинство жителей Шотландии одобрило идею создания шотландского парламента, независимого от Лондона.
- 2000 — правительство Северной Осетии приняло решение увековечить память членов экипажа подводной лодки «Курск», назвав одну их горных вершин Центрального Кавказского хребта «Курском». Это решение принято по просьбе восьми альпинистов, покоривших горную вершину.

### XXI век
- 2001 — террористическая атака на Всемирный торговый центр и Пентагон.
- 2002 — из-за низкого спроса на авиаперевозки в день годовщины терактов в США американские авиакомпании отменили более 3000 рейсов. Сотни авиарейсов были отменены и в других странах. Ряд американских компаний отказались в этот день от размещения каких-либо видов рекламы в СМИ.
- 2007 — в России испытана авиационная вакуумная бомба повышенной мощности — наиболее мощный неядерный боеприпас в мире.
- 2009 — Владимир Воронин сложил с себя полномочия президента Молдовы.
- 2011 — в Нью-Йорке открыт Национальный мемориал и музей 11 сентября.
- 2012 — начались акции протеста в исламских странах в связи с показом фильма «Невинность мусульман».
- 2015 — башенный кран упал на мечеть Аль-Харам в Мекке, погибло 111 человек, ранено 331.
- 2022 — парламентские выборы в Швеции: большинство получил правоцентристский блок во главе с национал-консервативной партией «Шведские демократы» и консервативно-либеральной Умеренной коалиционной партией.
- 2022 — российские войска атаковали ракетой город Днепр в ходе полномасштабного вторжения в Украину. Был разрушен рынок, от полученных ран скончался 71-летний мужчина.

## Родились
См. также: Категория:Родившиеся 11 сентября

### До XIX века
- 1524 — Пьер де Ронсар (ум. 1585), французский поэт, глава школы «Плеяда» («Оды», «Гимны»).
- 1700 — Джеймс Томсон (ум. 1748), шотландский поэт, автор известного гимна «Правь, Британия!».
- 1771 — Мунго Парк (ум. 1806), шотландский исследователь Центральной Африки.

### XIX век
- 1804 — Александр Полежаев (ум. 1838), русский поэт, переводчик.
- 1816 — Карл Цейсс (ум. 1888), немецкий механик и предприниматель, основатель фабрики оптических приборов «Carl Zeiss».
- 1842 — Варфоломей Зайцев (ум. 1882), русский публицист и литературный критик.
- 1845 — Жан Морис Эмиль Бодо (ум. 1903), французский инженер и изобретатель в области телеграфии.
- 1846 — Анна Достоевская (урож. Сниткина; ум. 1918), русская мемуаристка, вторая жена Ф. М. Достоевского.
- 1862 — О. Генри (настоящее имя Уильям Сидни Портер; ум. 1910), американский писатель.
- 1864 — Павел Грабовский (ум. 1902), украинский поэт, переводчик.
- 1865
  - Аарон Косминский (ум. 1919), один из подозреваемых в Уайтчепельских убийствах под прозвищем Джек-потрошитель.
  - Райнис (настоящее имя Янис Плиекшанс; ум. 1929), латышский поэт, драматург и общественный деятель.
- 1866 — Фёдор Щербатской (ум. 1942), русский советский востоковед, академик, автор исследований по буддийской философии.
- 1877
  - Александр Арбузов (ум. 1968), советский химик, директор Института органической химии АН СССР.
  - Джеймс Джинс (ум. 1946), английский астроном, физик, автор космогонической теории.
  - Феликс Дзержинский (ум. 1926), российский революционер, председатель ВЧК (ОГПУ).
- 1881 — Аста Нильсен (ум. 1972), датская актриса немого кино.
- 1882 — Борис Житков (ум. 1938), русский советский писатель, автор книг для детей.
- 1885 — Дэвид Герберт Лоуренс (ум. 1930), английский писатель.
- 1889 — Александр Свешников (ум. 1980), хоровой дирижёр, народный артист СССР, Герой Социалистического Труда.
- 1894
  - Александр Довженко (ум. 1956), украинский советский кинорежиссёр, писатель, кинодраматург, народный артист РСФСР.
  - Александр Сашин-Никольский (ум. 1967), актёр театра и кино, народный артист РСФСР.
- 1895 — Устад Нур Али Илахи[англ.] (ум. 1974), иранский мистик и музыкант курдского происхождения.
- 1900 — Семён Лавочкин (ум. 1960), советский авиаконструктор, создатель самолётов ЛаГГ и Ла.

### XX век
- 1903 — Теодор Адорно (ум. 1969), немецкий философ, социолог и музыковед.
- 1907
  - Людмила Глазова (ум. 1981), советская киноактриса.
  - Лев Оборин (ум. 1974), пианист, первый советский музыкант — победитель международного конкурса исполнителей.
- 1914 — Павел (в миру Гойко Стойчевич; ум.2009), патриарх Сербский (1990—2009).
- 1917 — Фердинанд Эдралин Маркос (ум. 1989), президент Филиппин (1965—1986).
- 1923 — Григорий Бакланов (ум. 2009), советский и российский писатель, в 1986—1993 гг. главный редактор журнала «Знамя».
- 1925 — Алан Бергман (ум. 2025), американский автор песен, трижды лауреат премии «Оскар». Также был удостоен 2 премий «Грэмми» и 4 премий «Эмми».
- 1928 — Всеволод Ларионов (ум. 2000), актёр театра и кино, народный артист РСФСР.
- 1934 — Геннадий Зайцев, командир спецподразделения «Альфа» в 1977—1988 и 1992—1995 гг., Герой Советского Союза.
- 1935
  - Андрей Баршев (ум. 2006), советский и российский радиожурналист, ведущий радиостанций «Ностальжи» и «Маяк».
  - Арво Пярт, советский и эстонский композитор.
  - Герман Титов (ум. 2000), лётчик-космонавт СССР, космонавт № 2, Герой Советского Союза.
- 1936 — Чарльз Диркоп (ум. 2024), американский актёр кино и телевидения.
- 1937
  - Томас Венцлова, литовский поэт, переводчик, эссеист и литературовед, правозащитник.
  - Владимир Воробьёв (ум. 1999), советский и российский режиссёр театра и кино, актёр, сценарист, педагог.
  - Иосиф Кобзон (ум. 2018), эстрадный певец (баритон) и общественный деятель, народный артист СССР.
  - Паола, королева Бельгии (1993—2013), супруга короля Альберта II.
- 1940
  - Брайан Де Пальма, американский кинорежиссёр, сценарист, продюсер.
  - Валерий Лощинин, российский дипломат.
- 1941 — Гарри Бардин, советский и российский художник и режиссёр-мультипликатор.
- 1945 
  - Франц Беккенбауэр (ум. 2024), немецкий футболист, чемпион Европы (1972) и мира (1974).
  - Александр Мартынюк, советский хоккеист, двукратный чемпион мира.
- 1949 — Эва Шикульская, польская актриса кино и театра.
- 1959 — Андрей Заблудовский, советский и российский музыкант, участник группы «Выход» и бит-квартета «Секрет».
- 1961 — Фёдор Добронравов, актёр театра и кино, народный артист России.
- 1962
  - Николай Бандурин, российский артист эстрады, заслуженный артист России.
  - Виктория Полевая, украинский композитор и пианистка.
- 1963 
  - Габриэла Гольдсмит, мексиканская актриса.
  - Геннадий Литовченко, советский и украинский футболист, лучший футболист года в СССР (1984).
- 1965
  - Башар Асад, сирийский государственный и политический деятель, президент Сирии (с 2000 по 2024 год).
  - Моби (наст. имя Ричард Мелвилл Холл), американский диджей, певец, композитор, музыкант-мультиинструменталист.
  - Грэм Обри, шотландский велогонщик, двукратный чемпион мира, экс-рекордсмен мира в часовой гонке на треке.
- 1966 — Лада Дэнс (настоящая фамилия Волкова), российская певица.
- 1971 — Ричард Эшкрофт, английский музыкант, бывший лидер группы «The Verve».
- 1974 — Дмитрий Парфёнов, украинский и российский футболист и тренер.
- 1978
  - Евгений Попов, российский журналист и телеведущий.
  - Ин-Грид, итальянская певица.
- 1979 — Джавад Форуги, иранский стрелок из пистолета, олимпийский чемпион (2020).
- 1982 — Светлана Тихановская, белорусский политический деятель.
- 1983 — Вивиан Черуйот, кенийская бегунья, олимпийская чемпионка (2016), 4-кратная чемпионка мира.
- 1985 — Педро Ибарра, аргентинский игрок в хоккей на траве, олимпийский чемпион (2016).
- 1987 — Каори Мацумото, японская дзюдоистка, олимпийская чемпионка (2012), двукратная чемпионка мира.
- 1994 — Теуво Терявяйнен, финский хоккеист.

## Скончались
См. также: Категория:Умершие 11 сентября

### До XIX века
- 1382 — Лайош I Великий (р. 1326), король Венгрии (с 1342) и Польши (с 1370).
- 1569 — Винченца Армани (р. ок. 1530), итальянская актриса, певица, поэтесса, музыкант, кружевница и скульптор.
- 1661 — Ян Фейт (р. 1611), фламандский живописец и гравёр.
- 1721 — Рудольф Якоб Камерариус (р. 1665), немецкий врач и ботаник.
- 1733 — Франсуа Куперен (р. 1668), французский композитор, органист и клавесинист.
- 1762 — Пьетро Ротари (р. 1707), итальянский художник-портретист, работавший в России (галереи Петродворца и др.).
- 1768 — Никола Делиль (р. 1688), французский астроном и картограф.
- 1800 — Алексей Нарышкин (р. 1742), тайный советник, сенатор, писатель, член Академии наук.

### XIX век
- 1823 — Давид Рикардо (р. 1772), английский экономист.
- 1855 — Максим Воробьёв (р. 1787), русский живописец, один из пионеров русского романтического пейзажа.
- 1858 — Александр Гурилёв (р. 1803), русский композитор, пианист, скрипач и альтист.
- 1860 — Фридрих Людвиг фон Келлер (р. 1799), швейцарский юрист и педагог, профессор.
- 1868 — Ромуальд Зенкевич (р. 1811), белорусский фольклорист, педагог, этнограф.
- 1875 — Фёдор Бруни (р. 1799), российский художник итальянского происхождения.
- 1891 — Антеру де Кентал (р. 1842), португальский поэт, философ, писатель-прозаик.

### XX век
- 1906 — Николай Панов (р. 1861), русский поэт.
- 1910 — Луи Буссенар (р. 1847), французский писатель, автор приключенческой литературы.
- 1939 — Константин Коровин (р. 1861), русский живописец, театральный художник, педагог, писатель, академик живописи.
- 1941 — расстреляны:
  - Христиан Раковский (р. 1873), советский государственный деятель, дипломат;
  - Мария Спиридонова (р. 1884), российская революционерка, одна из руководителей партии левых эсеров.
- 1948 — Мухаммад Али Джинна (р. 1876), мусульманский политик, отец пакистанской государственности.
- 1962 — Владимир Артемьев (р. 1885), советский конструктор пороховых ракет, создатель снаряда для реактивного миномёта.
- 1964 — Аристарх Абольянц (р. ?), полковник русской императорской армии, участник Белого движения.
- 1971
  - покончила с собой Белла Дарви (наст. имя Байла Вегьер; р. 1928), французская киноактриса.
  - Никита Сергеевич Хрущёв (р. 1894), советский государственный деятель, Первый секретарь ЦК КПСС (1953—1964), Председатель Совета Министров СССР (1958—1964).
- 1972 — Макс Флейшер (р. 1883), польский и американский аниматор, изобретатель, режиссёр.
- 1973 — в ходе гос. переворота застрелился президент Чили (с 1970) Сальвадор Альенде (р. 1908).
- 1974 — Николай Яковченко (р. 1900), украинский советский актёр театра и кино.
- 1975 — Степан Калинин (р. 1890), советский военачальник.
- 1979 — Алексей Каплер (р. 1904), советский кинодраматург, писатель, педагог.
- 1984 — Николай Супруненко (р. 1900), украинский советский историк.
- 1987 — Михаил Водяной (р. 1924), артист оперетты и кино, певец, театральный режиссёр, конферансье, народный артист СССР.
- 1994 — Джессика Тэнди (р. 1909), американская актриса театра и кино, обладательница «Оскара», «Золотого глобуса» и др.
- 1995 — Владислав Стржельчик (р. 1921), актёр театра и кино, народный артист СССР.

### XXI век
- 2001 — Берри Беренсон (р. 1948), американская киноактриса, фотомодель и фотограф.
- 2004
  - Пётр VII (в миру Петрос Папапетру; р. 1949), 115-й патриарх Александрийский и всея Африки (1997—2004).
  - Фред Эбб (р. 1933), американский поэт, либреттист, автор песен.
- 2007 — Джо Завинул (р. 1932), австрийский пианист и композитор, один из основоположников стиля джаз-фьюжн.
- 2011
  - Юрий Кузьменков (р. 1941), актёр театра и кино, заслуженный артист РСФСР.
  - Энди Уитфилд (р. 1972), австралийский актёр и модель.
- 2014 — Антуан Дюамель (р. 1925), французский композитор.
- 2015 — Резо Чейшвили (р. 1933), грузинский советский писатель, киносценарист.
- 2016 — Эдуард Назаров (р. 1941), советский, российский режиссёр-мультипликатор, художник, сценарист, народный артист РФ.
- 2017
  - Абдул Халим Муадзам Шах (р. 1927), выборный король Малайзии (Янг ди-Пертуан Агонг) (1970—1975, 2011—2016), султан Кедаха (с 1956).
  - Джеймс Патрик Данливи (р. 1926), американский и ирландский писатель, один из создателей жанра «чёрного юмора».
  - сэр Питер Холл (р. 1930), британский режиссёр театра и телевидения, дважды лауреат премии «Тони».
- 2020 — Тутс Хибберт (р. 1942), ямайский певец и сочинитель песен, лидер ска- и регги-группы «Toots & the Maytals».
- 2024
  - Николай Сванидзе (р. 1955), российский журналист и общественный деятель, теле- и радиоведущий.
  - Альберто Фухимори (р. 1938), перуанский политик, президент Перу (1990—2000).

## Приметы
Головосек. Иван Постный.
- В этот день запрещалось пользоваться ножом. Даже кочан капусты нельзя было срубить — иначе на нём покажется кровь.
- Нельзя было также есть ничего круглого, даже яблоки или картофель в память о том, что голову Иоанна враги христианства катали по блюду.
- Иван Постный — осени отец крёстный.
- Журавли на Киев (на юг) — ранняя зима.
- Иван Предтеча гонит птицу далече.
- Скворцы долго не улетают — к сухой осени.
- Стаи грачей тянутся тёмными вечерами — к хорошей погоде.
- После Ивана Постного собирай коренья рослые[4].